# Liste der Einträge im National Register of Historic Places im Jackson County (Texas)
Die Liste der Registered Historic Places im Jackson County führt alle Bauwerke und historischen Stätten im texanischen Jackson County auf, die in das National Register of Historic Places aufgenommen wurden.

## Aktuelle Einträge
| Lfd. Nr. | Name im NRHP                 | Bild | Datum der Eintragung | Adresse/Lage                     | Ort    | NRHP-ID  | Beschreibung |
| -------- | ---------------------------- | ---- | -------------------- | -------------------------------- | ------ | -------- | ------------ |
| 1        | Archeological Site No. 41JK9 |      | 19. Aug. 1994        | Address Restricted               | Lolita | 94000833 |              |
| 2        | Texana Presbyterian Church   |      | 12. Sep. 1979        | Apollo Dr. and Country Club Lane | Edna   | 79002982 |              |